# Karl Wilhelm von Nägeli
Karl Wilhelm von Nägeli (27 de Março de 1817, Kilchberg - 10 de Maio de 1891, Munique) foi um biólogo e botânico suíço. Ele descobriu o que ficou conhecido depois como os cromossomos.

## Biografia
Nägeli nasceu em Kilchberg, próximo a Zurique, onde ele estudou medicina e começou a trabalhar com Manfred Schleiden em 1840. Em 1849 ele se tornou professor em Zurique e em 1857 mudou-se para Munique para se tornar professor de botânica e viver até a sua morte em 1891.
Entre suas contribuições mais importantes à ciência estão as publicações "Zeitschrift fur wissenschaftliche Botanik" (1844-1846); "Die neueren Algensysteme" (1847); "Gattungen einzelliger Algen" (1849); "Pflanzenphysiologische Untersuchungen" (1855-1858), com Carl Eduard Cramer e "Beiträge zur wissenschaftlichen Botanik" (1858-1868). Alguns dos seus artigos publicados pela Academia Real das Ciências da Baviera foram reunidos em três volumes sob o título de " Botanische Mitteilungen " (1861-1881) e o último, "Mechanisch-physiologische Theorie der Abstammungslehre", foi publicado em 1844. 
Entretanto, talvez seja mais conhecido atualmente pela correspondência (1866-1873) mantida com Gregor Mendel (1822-1884) a respeito do último trabalho denominado "Pisum sativum" (ervilha de jardim), que deu origem a descoberta da hereditariedade, através da transmissão dos genes.

## Publicações (seleção)
- Zur Entwicklungsgeschichte des Pollens bei den Phanerogamen. Orell, Füssli und Comp., Zurique 1842 (Google Books)
- Die Individualität in der Natur mit vorzüglicher Berücksichtigung des Pflanzenreiches. Meter & Zeller, Zurique 1856 (Google Books)
- Das Wachsthum des Stammes und der Wurzel bei den Gefässpflanzen und die Anordnung der Gefässstränge im Stengel. Beiträge zur Wissenschaftlichen Botanik, 1, Wilhelm Engelmann, Leipzig 1858 (Google Books)
- Entstehung und Begriff der Naturhistorischen Art. München, 1865 (Arquivo)
- com Simon Schwendener: Das Mikroskop: Theorie und Anwendung desselben. Wilhelm Engelmann, Leipzig 1867 (Arquivo)
- Theorie der Gärung: ein Beitrag zur Molekularphysiologie. R. Oldenbourg, Munique, 1879 (Arquivo)
- Mechanisch-physiologische Theorie der Abstammungslehre. R. Oldenbourg, Munique e Leipzig 1884 (Arquivo)
- com Albert Peter: Die Hieracien Mittel-Europas. Monographische Bearbeitung der Piloselloiden mit besonderer Berücksichtigung der mitteleuropäischen Sippen. R. Oldenbourg, Munique 1885 (Arquivo)